# 岩城卓二
岩城 卓二（いわき たくじ、1963年 - ）は、日本の歴史学者。専門は日本近世史。京都大学人文科学研究所所長・教授。

## 人物・経歴
兵庫県生まれ。1991年関西大学大学院文学研究科博士後期課程中退。修士（文学）。博士（文学）。国立歴史民俗博物館歴史研究部助手、大阪教育大学専任講師、大阪教育大学助教授、京都大学人文科学研究所助教授、京都大学人文科学研究所教授を経て、2021年京都大学人文科学研究所副所長。2023年京都大学人文科学研究所所長、京都大学教育研究評議会評議員。

## 著作
- 『近世畿内・近国支配の構造』柏書房 2006年

### 編集
- 『共同研究「在郷町の成立と展開」 : 桐生新町の分析』国立歴史民俗博物館 2002年
- 『博物館と文化財の危機』（高木博志と共編）人文書院 2020年
- 『環世界の人文学 : 生と創造の探究』（石井美保, 田中祐理子, 藤原辰史と共編著）人文書院 2021年